# Jan Sofron Kozák z Prachně
Jan Sofron Kozák z Prachně (latinsky Johannes Sophronius Kozák, 1607 Horažďovice – 30. ledna 1685 Brémy) byl původem český lékař, teolog, pobělohorský emigrant a překladatel, povýšený do šlechtického stavu, dlouhodobě žijící v severoněmeckých Brémách. 

## Životopis
Narodil se jako Jan Kozák v Horažďovicích v jihozápadních Čechách, patrně do zajištěné měšťanské rodiny evangelického vyznání. Prvního vzdělání dosáhl v Čechách, po porážce českého stavovského povstání, nástupu protireformace ve 20. letech 17. století pak jako evangelík odešel do nábožensky svobodnějších regionů Svaté říše římské (pozdějšího Německa). Zde studoval na několika akademiích lékařství a teologii, roku 1629 pak dosáhl doktorského titulu. Následně v rámci bojů třicetileté války vstoupil jako polní lékař do služby švédské armády pod velením Gustava II. Adolfa posléze pak Johana Banéra, s jehož vojskem roku 1634 přitáhl do Čech. 

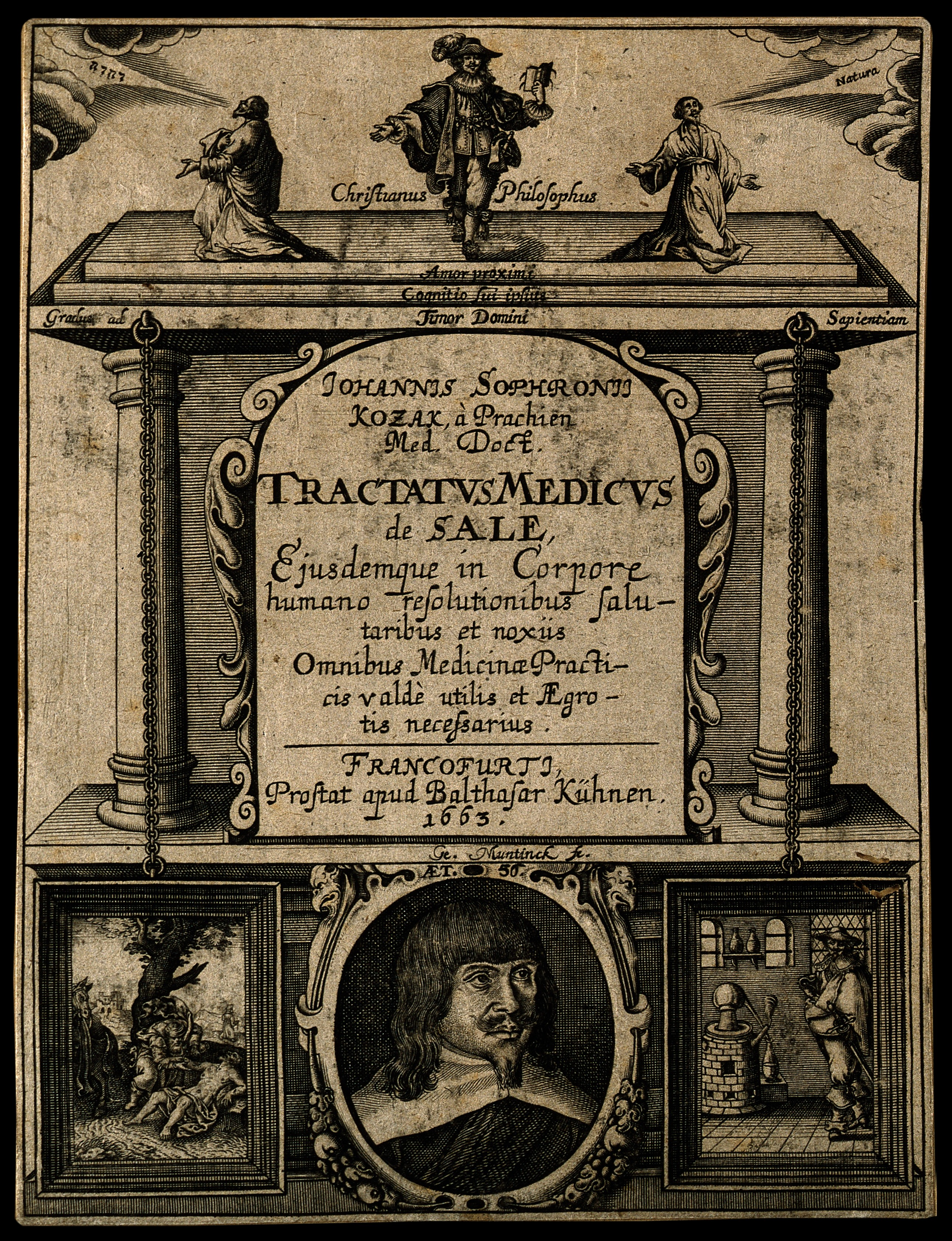
Úvodní strana Kozákova latinského díla Tractatus Medicus de Sale vydaného roku 1663 ve Frankfurtu nad Mohanem vytvořená G. Muntinckem

Roku 1636 pak vojsko opustil a usadil se v Brémách, kde po dobu tam 48 let provozoval lékařskou a ranhojičskou praxi. Z moci švédského krále nebo některého ze svatoříšských vládců mu byl udělen šlechtický titul von Prauchen (z Praáchně). Často se se svými teologickými spisy dostával do rozporu s tehdejšími soudobými teology. Rověž byl autorem řady latinských lékařských spisů.
Zemřel 30. ledna 1685 v Brémách ve věku 77 nebo 78 let. Patrně zde byl také pohřben.